# Tourlitis (Andros)
Tourlitis ist eine kleine Felsinsel in der Hafenbucht der Stadt Andros vor der griechischen Insel Andros.
Auf dem Felsen wurde 1897 der Leuchtturm Tourlitis errichtet. 